# Baule (volk)

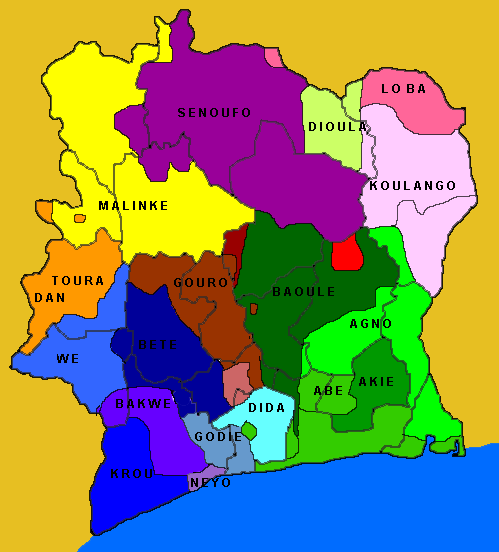
Kaart met de belangrijkste volkeren in Ivoorkust (Baule in het donkergroen)

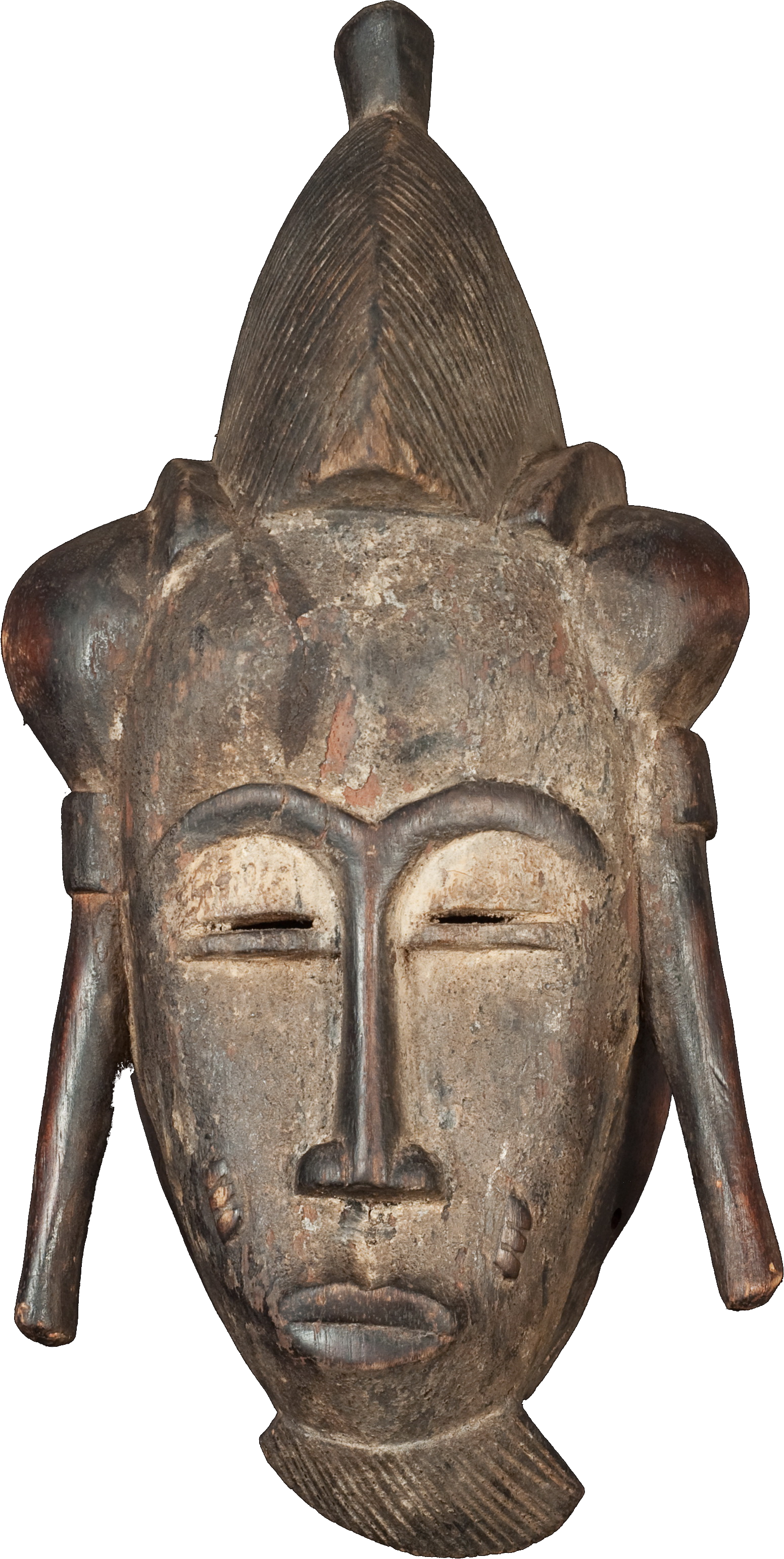
Masker

De Bawlé of Baoulé zijn een Akanvolk uit Ivoorkust. Met naar schatting een miljoen mensen is het een van de grootste bevolkingsgroepen die in Ivoorkust wonen. De Baule wonen in het midden van het land en zijn traditioneel gezien boeren.

## Geschiedenis
Net als de andere volkeren in West-Afrika kennen de Baule slechts een geschiedenis door mondelinge overlevering. Deze geschiedenis begint met koningin Abla Pokou (ca. 1730-1750). Onder leiding van deze koningin hebben de Baule het huidige Ghana verlaten en zijn ze westwaarts gemigreerd. Dit was het gevolg van de machtsvergroting van de Ashanti in Ghana en de militaire agressie die daarmee gepaard ging. Koningin Abla Pokou was het nichtje van de Ashantikoning Osei Kofi Tutu I (ca. 1660-1717), een van de grondleggers van het machtige Ashantirijk. Het Ashantirijk was een federatie en veelvuldig verwikkeld in een factiestrijd. Na de dood van de koning ontstond er een machtsstrijd tussen twee neefjes: Opoku Ware en Dakon, de broer van Abla Pokou. Dakon dolf het onderspit en Abla Pokou leidde haar volk weg uit de oorlog naar het huidige Ivoorkust. Ze moesten daarbij de rivier de Komoé oversteken. De zieners van de koningin vertelden haar dat ze het dierbaarste moest offeren dat ze bezat. Ze offerde vervolgens haar pasgeboren zoontje in de rivier. Ze schreeuwde vervolgens in groot verdriet "Ba ouli" ofwel "Het kind is dood". Van deze hartenkreet is de naam Baule afgeleid. Na het offer doken er verschillende nijlpaarden op uit de rivier die een brug vormden, waarover de Baule veilig konden oversteken. In een andere versie boog een grote boom over de rivier, waarop de Baule konden oversteken. Toen de achtervolgende Ashanti aankwamen boog de boom terug. Het verhaal van de exodus van de Baule is ongetwijfeld legendarisch, in meer of mindere mate een mythe. Mogelijk zijn de Baule in verschillende golfbewegingen verdrongen door de Ashanti dan wel geëmigreerd.

## Sociale structuur
Na de vestiging in Ivoorkust hebben de Baule mogelijk getracht een vorm van centraal bestuur te creëren, maar dat is niet gelukt. De vermenging van de Baule en de lokale bevolking zorgden namelijk voor cultuurverschillen per regio. De samenleving van de Baule bestaat uit onafhankelijke dorpsgemeenschappen die bestuurd worden door een raad van ouderen. Soms vormen verschillende dorpen een cluster, gebaseerd op een gemeenschappelijke voorouder. De dorpen in dit cluster hebben alle een verschillende status, maar zijn allemaal autonoom. Centraal in de dorpen staat de verwantschappen ofwel awlo (meervoud: awlomu). Deel zijn van een bepaalde awlo kan via moeders of vaders zijde. De awlo heeft een bepaalde status en leden van de verwantschap worden getracht een bijdrage te leveren aan de schatkist ofwel adye. Hoe rijker de awlo, hoe hoger de status. Rijkdom speelt in de cultuur van de Baule dus een grote rol. Mensen die tijdens hun leven een grote bijdrage hebben geleverd worden belangrijke voorouders. Degene die niets heeft toegevoegd wordt vergeten. Om de voorouders tevreden te stellen is het belangrijk de awlo tot een succes te maken. Uiterst succesvolle individuen kunnen een nieuwe awlo stichten.

## Scheppingsmythe
De Baule hebben een scheppingsmythe die via de mondelinge traditie is overgeleverd. De mythe heet "Hoe de wereld begonnen is en hoe de Baule op aarde terecht zijn gekomen". Er wordt verteld dat in het begin alleen de moeder van de goden in de hemel bestond. Zij kreeg twee zoons: de oppergod Nyame en zijn jongere broer Anangama. De eerste daad van Nyame was het scheppen van twee vrouwen, een voor zichzelf en een voor zijn broertje. Vervolgens schiep Nyame de mensen, dieren en geesten. Omdat de hemel overbevolkt dreigde te raken schiep hij de aarde. Hij vormde uit nat zand een schijf en plaatste deze schijf in een modderig gebied onder de hemel. Geleidelijk aan droogde de aarde op. Nyame zond vervolgens zijn vrouw naar de aarde met verschillende planten. Anangama maakte een lange ketting en via deze ketting daalden de dieren en de mensen uit de hemel af naar de aarde, de mannen eerst en vervolgens de vrouwen. De volkeren gingen op verschillende plaatsen op de aarde wonen en zo kwamen de Baule op hun plaats terecht.

## Voorouders
Voorouders spelen in de samenleving en religie van de Baule een hele belangrijke rol. De Baule geloven in een parallelle wereld die Blolo wordt genoemd. De geesten van overleden mensen, maar ook de geesten van mensen die nog geboren moeten worden, verblijven in Blolo. Blolo en de wereld van de levenden zijn in het geloof van de Baule onlosmakelijk met elkaar verbonden.
De Baule geloven dat ieder mens een partner heeft in Blolo. Een spirituele echtgenote heet Blolo bla, een spirituele echtgenoot Blolo blan. Wanneer er in het persoonlijk leven van een Baule iets mis is, dan wordt dit door een ziener vaak toegeschreven aan deze spirituele partner die blijkbaar ontstemd is. Een remedie voor de problemen ligt vervolgens vaak in het maken van een beeld voor de Blolo bla of Blolo blan. De ziener en beeldhouwer gaan vervolgens op zoek naar de geest in kwestie. In hun dromen reizen zij naar Blolo om de geest te ontmoeten. Zij kunnen er zo achter komen wat de geest wil. Het beeld dat vervolgens door de beeldhouwer wordt gemaakt krijgt een plaats in het huishouden van de persoon die het beeld heeft besteld. Deze opdrachtgever zal vervolgens aan zijn spirituele partner offeren, tijd met hem of haar doorbrengen en voor hem of haar zorgen zoals van een goede echtgenoot of echtgenote verwacht wordt.

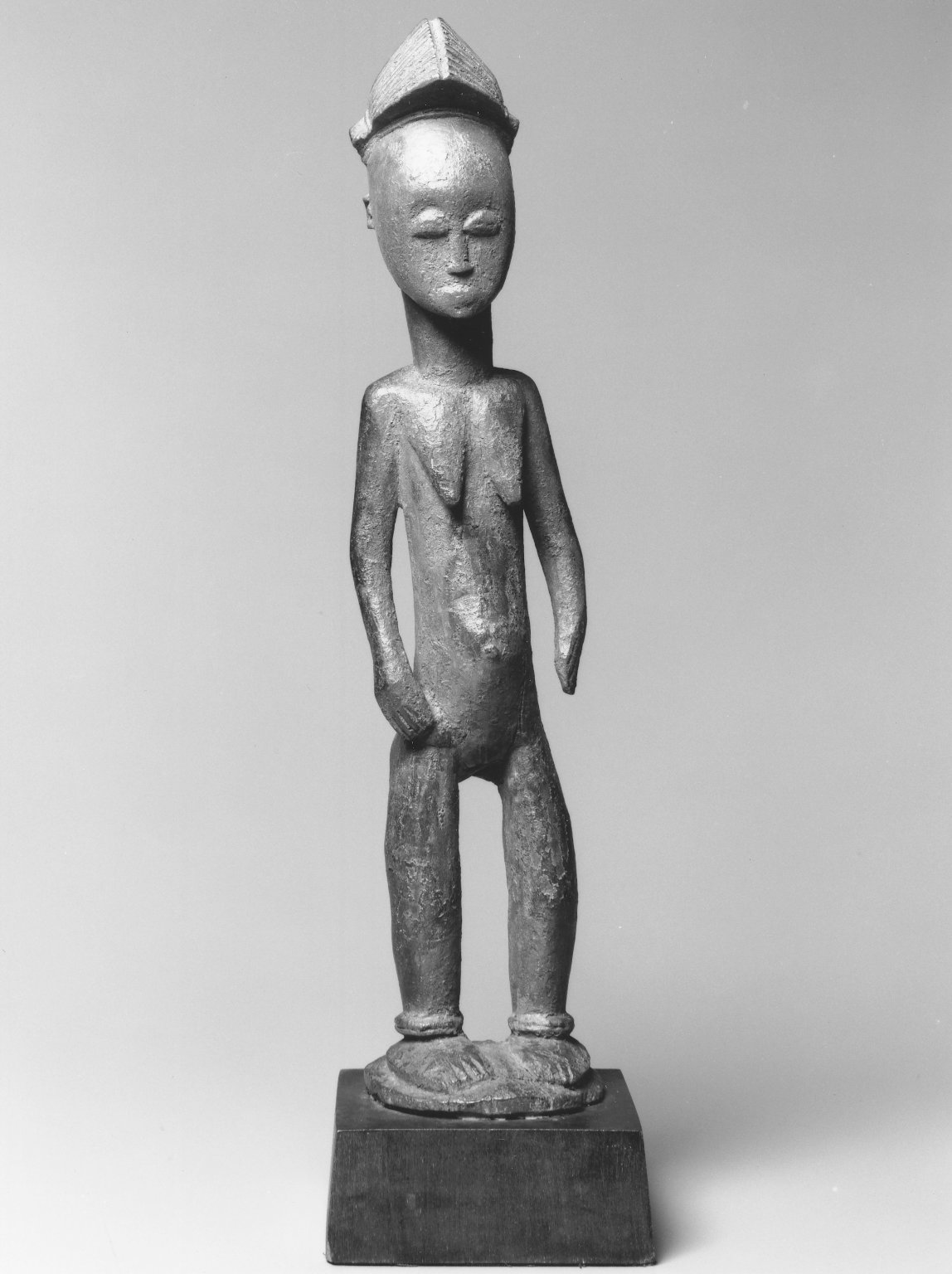
Blolo bla figuur
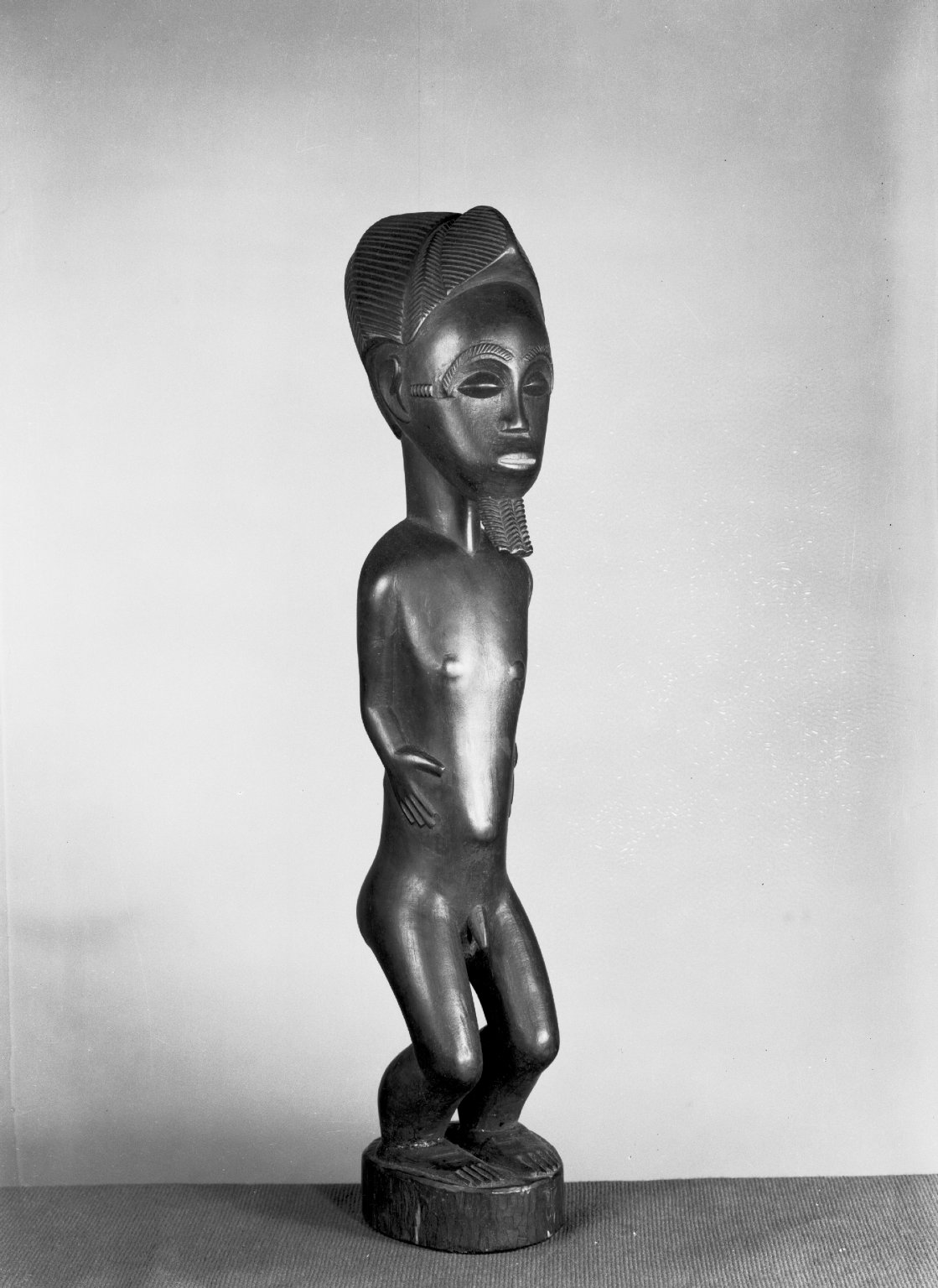
Blolo blan figuur

## Maskerdansen
Net als voor verschillende andere volkeren in Ivoorkust spelen in de religie van de Baule de maskerdansen een belangrijke rol. De maskers worden uitsluitend gedanst door mannen. Deze mannen zijn speciaal geselecteerd. Ze geloven dat maskers machtige instrumenten zijn om voorouders en natuurgeesten op te roepen. Tijdens de dans zouden de geesten bezit nemen van de danser om zo de mensen en het dorp bij te kunnen staan. De Baule kennen vier verschillende maskerdansen: Gba Gba, Mblo, Bo Nun Amuin en Goli.
De Gba Gba is een maskerdans die gedanst wordt bij de begrafenis van vrouwen. De geest van de overleden vrouw zou bezit nemen van de mannelijke danser. Bij een Gba Gba-masker staat schoonheid centraal. De vrouwelijke gezichten zijn prachtig vormgegeven en soms versierd met een geraffineerde littekenversiering. Aan het kapsel is ook veel aandacht besteed. Het haar is ingevlochten in strengen en mooi gekapt. De maskers moeten de geesten verleiden bezit te nemen van het masker en de danser. Voor een buitenstaander zijn de maskers niet goed te onderscheiden van de Mblo maskers.
De Mblo bestaat uit een serie dansen die complexer wordt naarmate het ritueel vordert. De Mblo is een reflectie op de samenleving waarin belangrijke mensen uit het dorp worden geëerd. Dit kunnen mannen of vrouwen zijn. Het masker van een vrouw wordt vaak door haar echtgenoot besteld, om haar te eren. De Mblo-maskers zijn geen portretten, maar geïdealiseerde weergaven. Ze hebben uitgebreide kapsels en versieringen. Soms heeft een Mblomasker twee gezichten; het stelt dan een tweeling voor. De geboorte van een tweeling is bij de Baule een extra feestelijke gebeurtenis. Het Mblo masker wordt verondersteld tijdens de dans de spirituele dubbelganger van de persoon in kwestie te worden. Het is noodzakelijk dat deze persoon ook bij de dans aanwezig is en deelneemt aan de dans. Hij of zij danst, geeft geschenken of legt kleren op de grond waarop de danser stapt. Wanneer iemand op leeftijd is kan een kind of kleinkind zijn of haar plaats innemen. De Mblo is meer een wereldlijke dan een religieuze dans. Dat neemt niet weg dat er contact wordt gezocht met krachten uit de natuur. Zo wordt er ook met maskers van huisdieren en wilde dieren gedanst. De Mblo wordt gedanst bij feestelijke gelegenheden, bijvoorbeeld bij de ontvangst van gasten. De dans kan ook gedanst worden bij de begrafenis van mensen die tijdens hun leven nauw bij de Mblo betrokken waren. Wanneer de maskers niet worden gedanst zijn ze in het bezit van de persoon die verbeeld is (of diens erfgenaam). Het masker wordt in doeken gewikkeld en in het huis opgehangen.

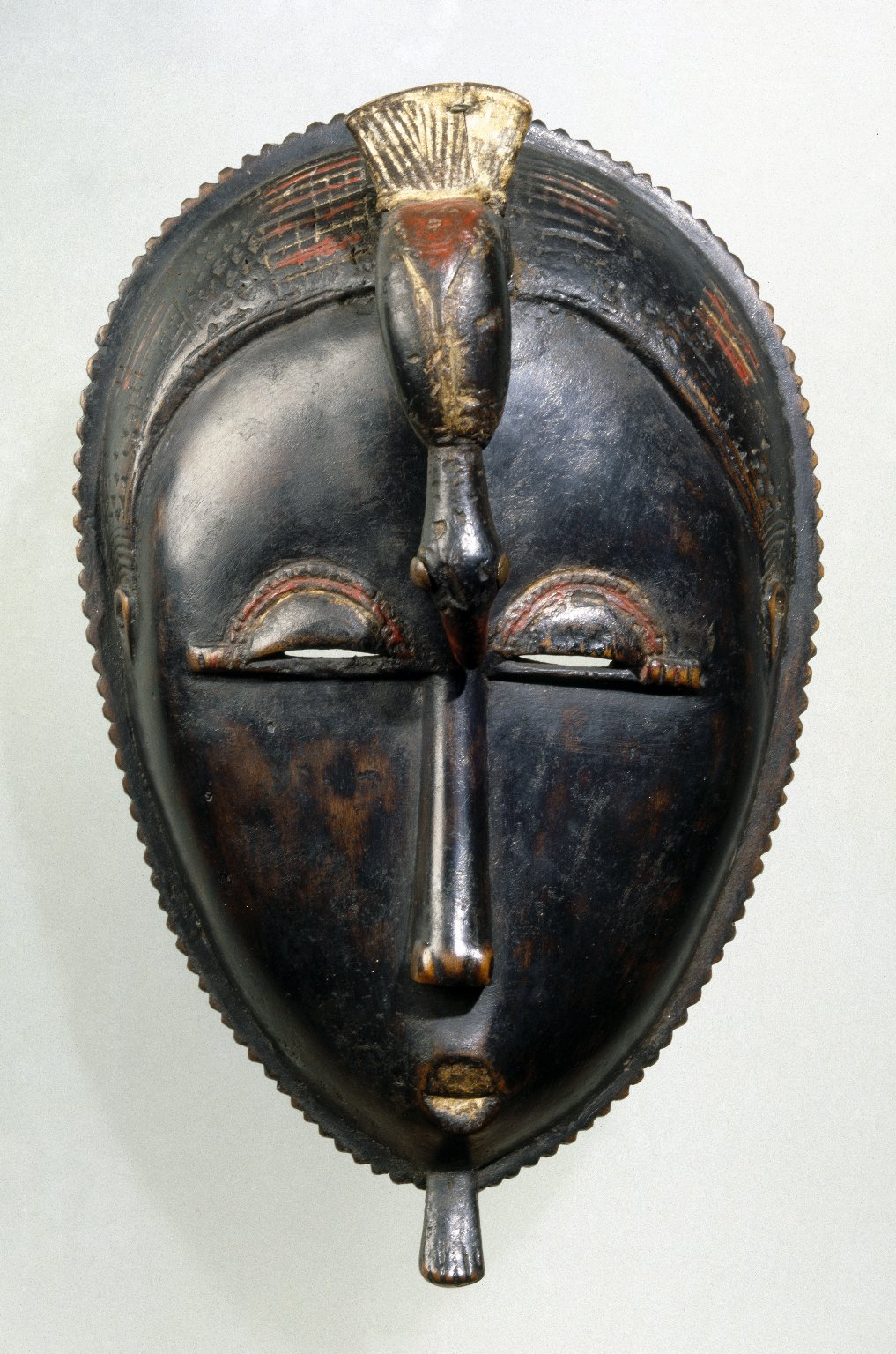
Mblo portret masker, mogelijk van de Baule
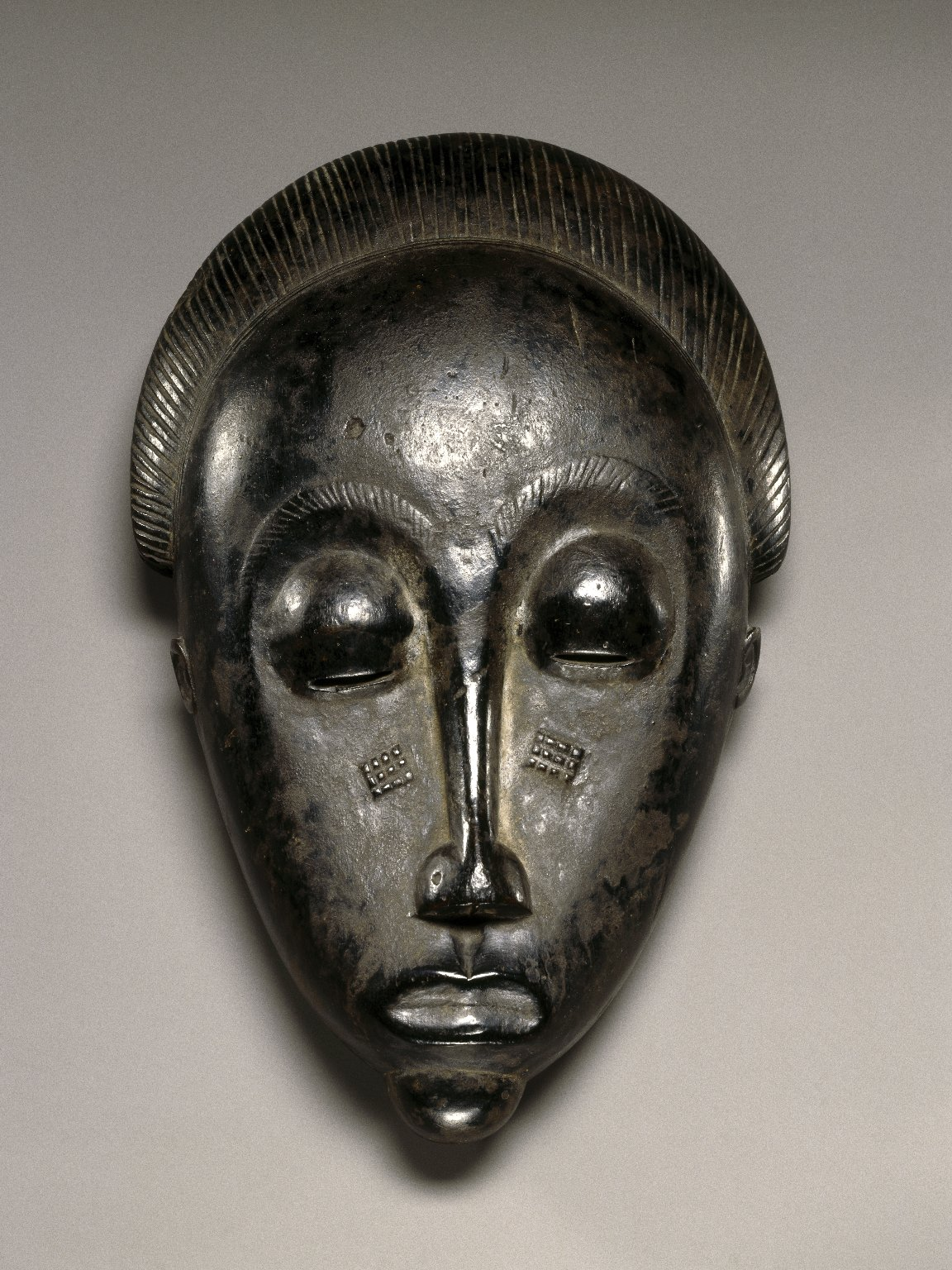
Mblo masker
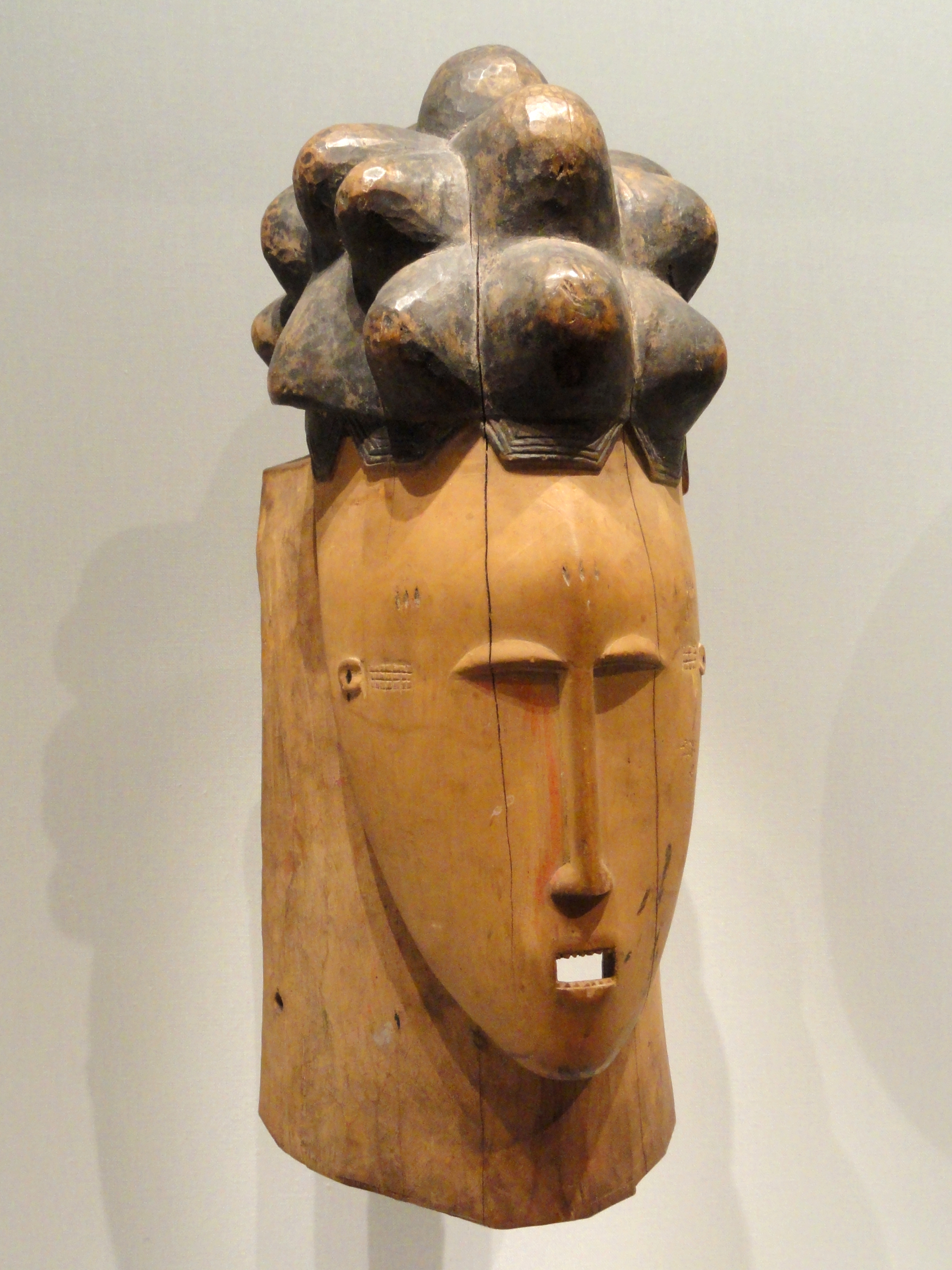
Mblo masker van een vrouw

De Bo Nun Amuin is de meest machtige dans van de Baule. De naam betekent "Goden gekomen uit het bos". De geesten die tijdens de dans bezit nemen van de danser zijn machtig en kunnen potentieel gevaarlijk zijn. Alleen de beste dansers kunnen daarom als medium dienen en slecht enkele uitverkoren mannen mogen de maskers zien. De geesten worden opgeroepen om het dorp in tijden van nood bij te staan of zij worden ingezet bij begrafenissen van dorpsoudsten of dansers. Zij moeten er dan voor zorgen dat de geest van de dorpsoudste of danser een voorouder wordt die het dorp vervolgens in de toekomst kan bijstaan. De mannelijke geesten die zich in de maskers zouden manifesteren zijn zo machtig, dat de maskers niet door vrouwen mogen worden gezien. Zij zouden spontaan kunnen overlijden. Vrouwen herkennen de dans dan ook vooral aan de geluiden die erbij horen. Mannelijkheid staat in de dans centraal. Voordat de dans begint verschijnen de dansers voor de maskers en laten hun scrotum aan de maskers zien, zodat er geen misverstand over de sekse van de danser kan bestaan. Vervolgens offert de danser palmwijn of gin aan de geest. Ook worden er dieren aan de maskers geofferd. De maskers hebben aspecten van wilde dieren. Bijvoorbeeld een opengesperde bek met tanden en hoorns. Er zijn ook dubbele maskers met twee bekken, zodat de geest alle kanten op kan kijken. Ze zijn vergelijkbaar met de vuurspuwende Kponyungo maskers van de Senufo. Aan het einde van de Bo Nun Amuin dans roept iemand "K buno!" ofwel "Ga terug naar het bos!". Het gevaar is namelijk dat de geest te lang in het dorp blijft.

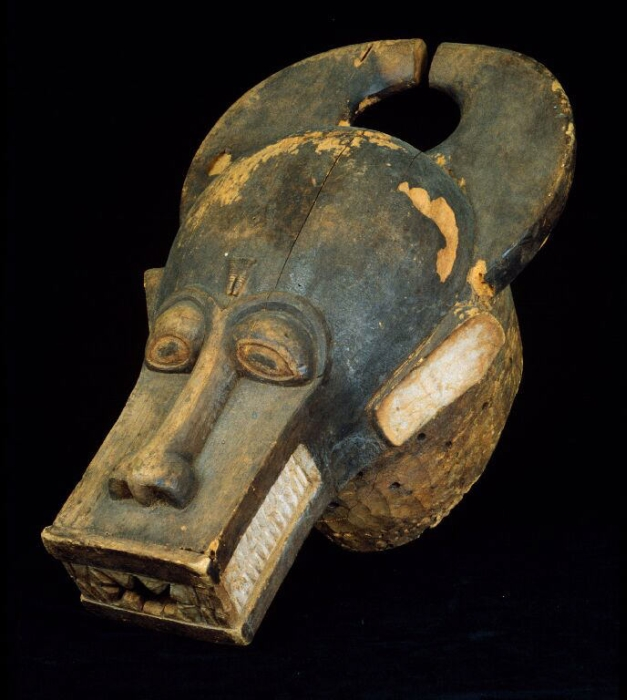
Bo Nun Amuin masker. Het stelt een woudgod voor.
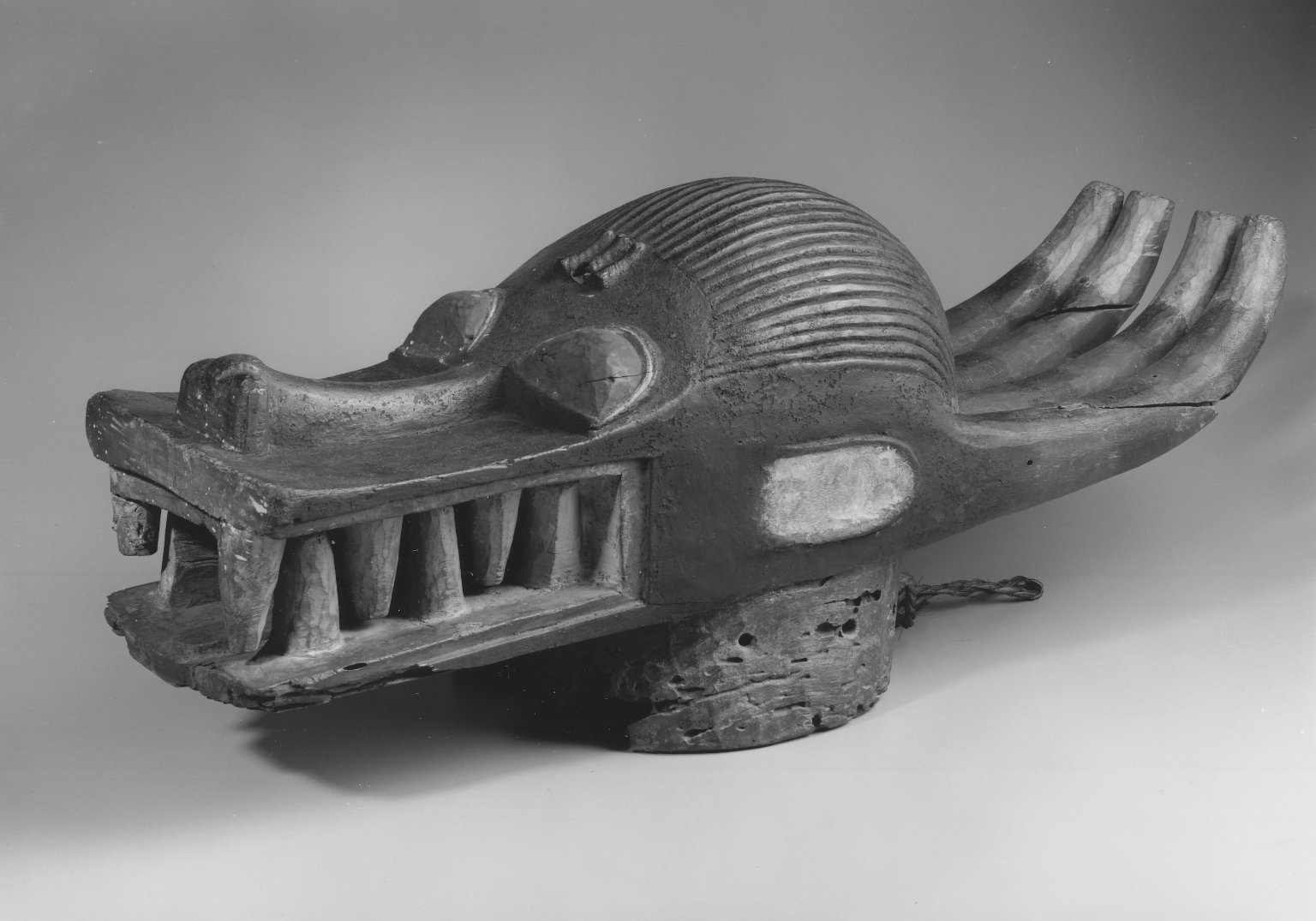
Bo Nun Amuin
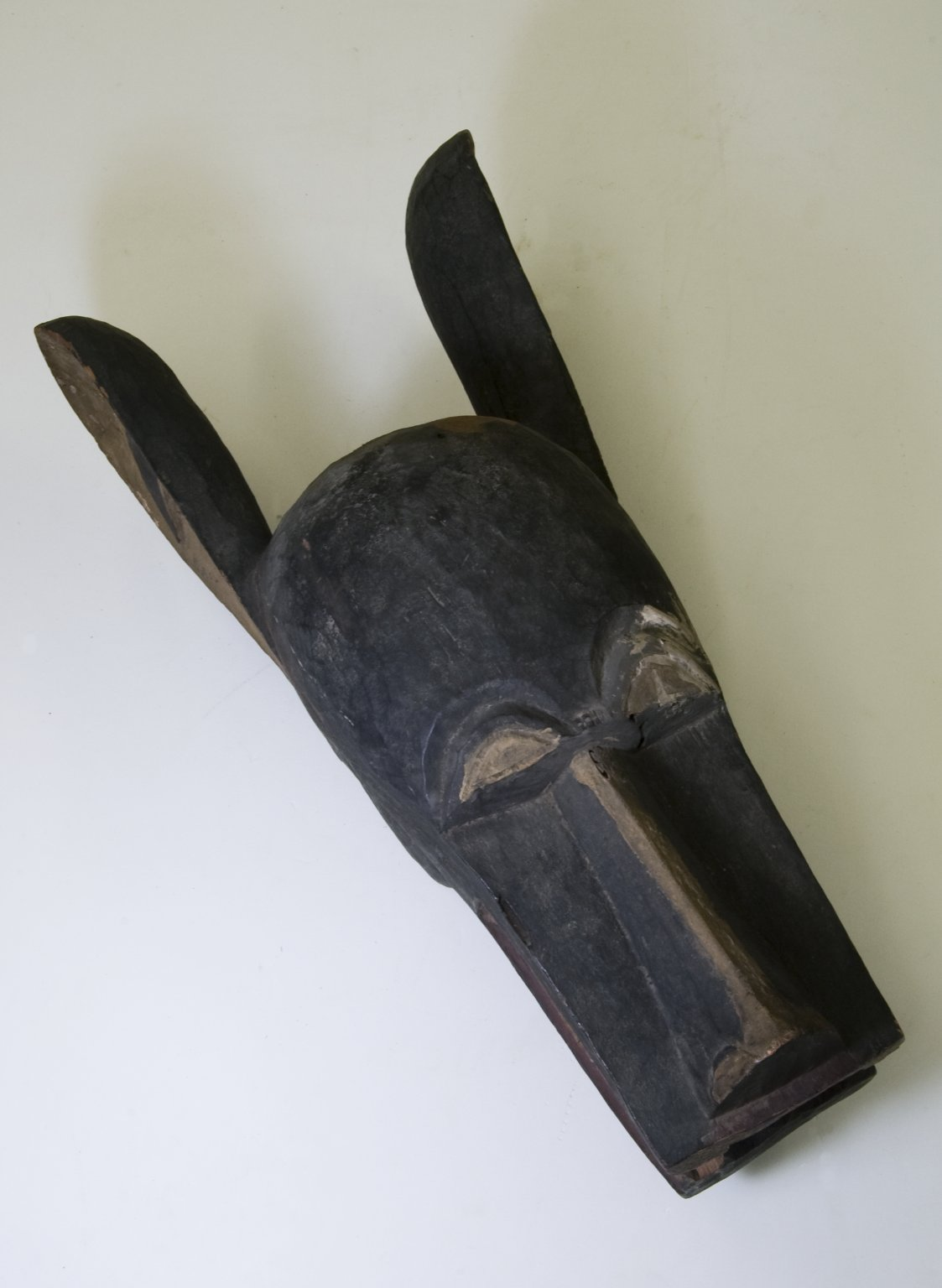
Bo Nun Amuin

De Goli dans is ca. 100 jaar geleden overgenomen van de Wan. Deze taal van dat volk wordt bij de Goli dans gebruikt door de zangers. Het is een populaire dans die langzamerhand de andere dansen verdringt. De Goli wordt gedanst tijdens begrafenissen, tijdens epidemieën of andere gevaarlijke omstandigheden. De dans wordt ook uitgevoerd als vermaak bij feestelijke aangelegenheden. De dans duurt de hele dag en gaat gepaard met het drinken van palmwijn. De Goli wordt gedanst door vier paren mannelijke dansers. Van elk paar draagt de ene danser een mannelijk masker, de andere een vrouwelijk. Dit verbeeldt de dualiteit die overal in de cultuur van de Baule besloten ligt. Het eerste paar maskers dat verschijnt bij dageraad heet Kple Kple. Het zijn simpele ronde maskers die worden gedanst door jonge mannen. De maskers worden gedragen in combinatie met een kostuum van geitenhuid. Soms zijn er twee kleuren, een rode die de man verbeeldt, de zwarte de vrouw. De Kpele Kpele is de meest simpele van de vier. De dansers jagen daarbij onder anderen jongens en meisjes door het dorp. Het tweede paar maskers heet Goli Glen. De Goli Glen wordt gezien als de vader van de Kpele Kpele. Het zijn helmmaskers waarin aspecten van een buffel, antilope en krokodil zijn opgenomen. Tijdens deze dans wordt het publiek geïntimideerd. Het derde paar heet Kpan Pre (ook wel Kpwan Kple), die gezien wordt als de dochter van Goli Glen. Het zijn menselijke maskers met horens. De kleur van de maskers hangt ook hier samen met man/vrouw. Het vierde en laatste paar heet Kpan (ook wel Kpwan). Het zijn menselijke maskers met smalle lange gezichten. Dit laatste paar is het machtigst en verbeeldt een paar ouders, die nieuw leven hebben geschonken aan hun kind.

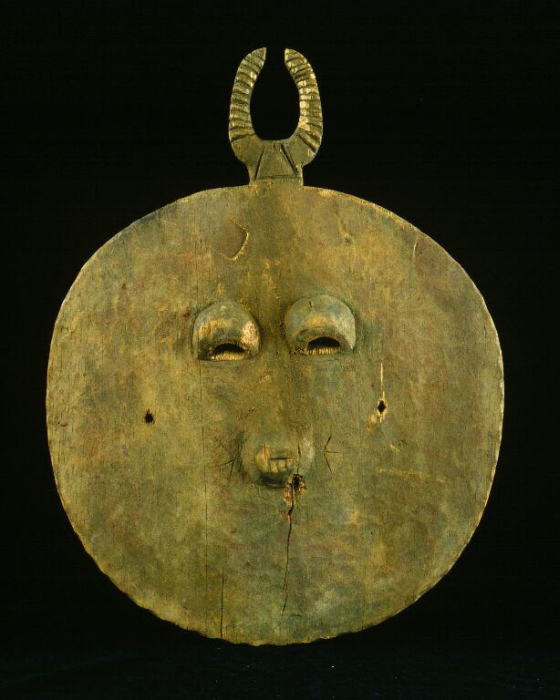
Goli dansmasker, gezien de vorm voor de Kpleple danser
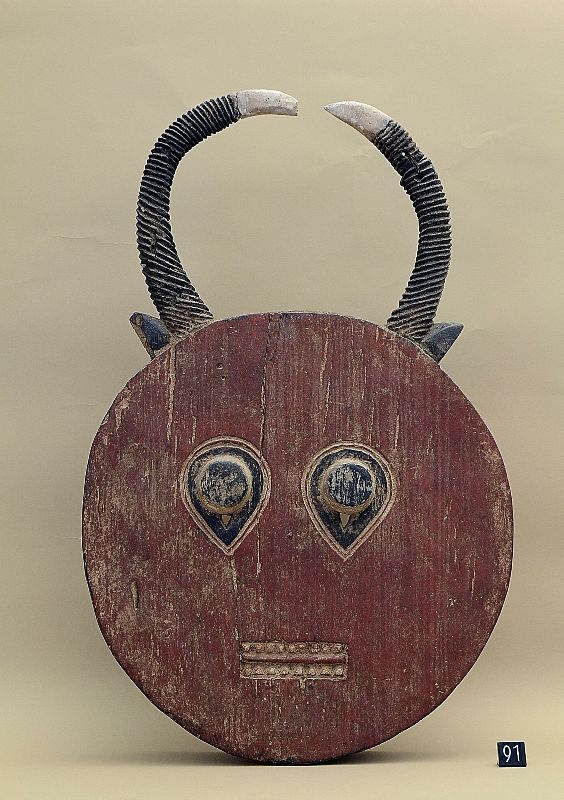
Goli masker, rood geverfd
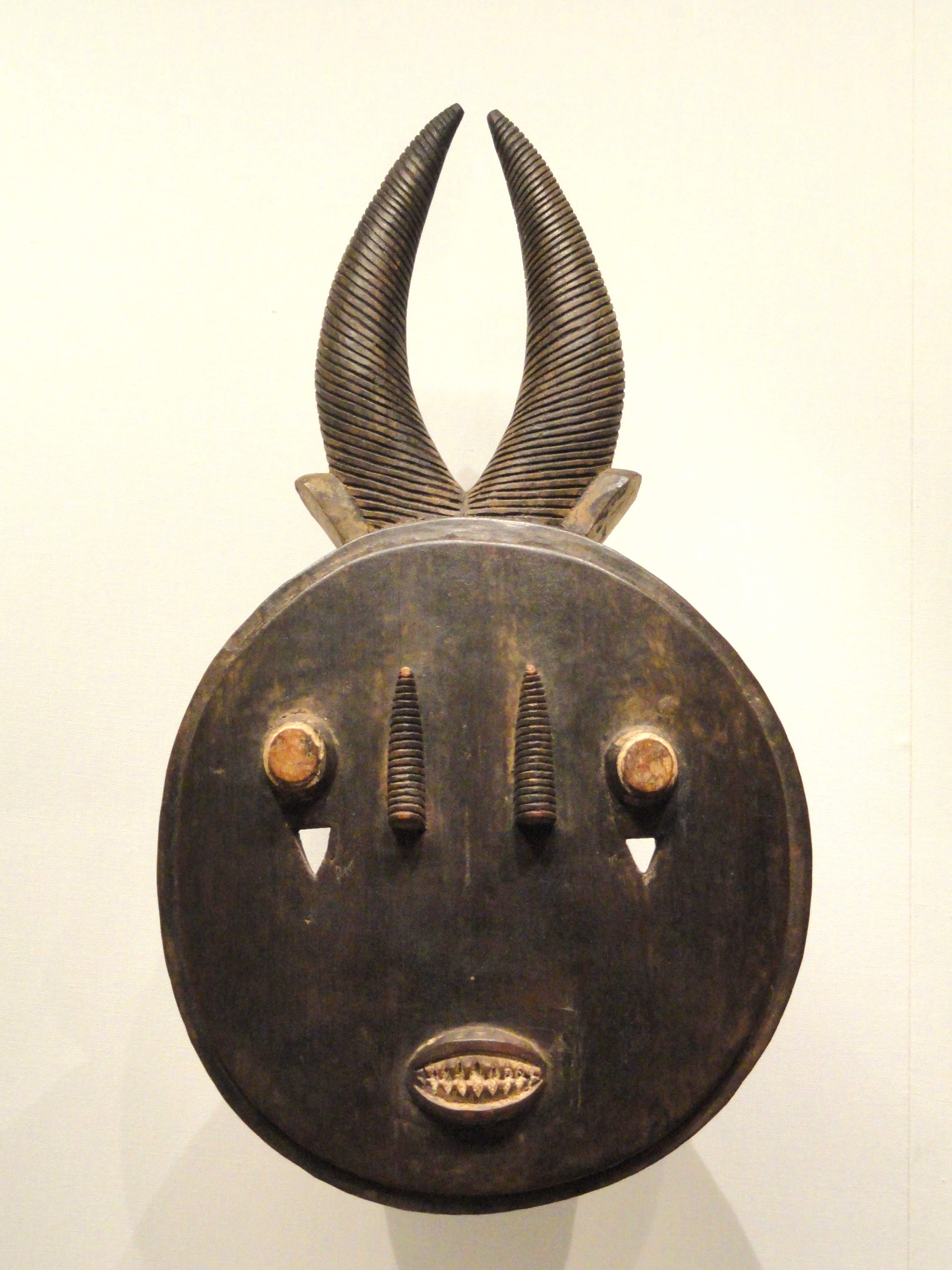
Kple Kple masker
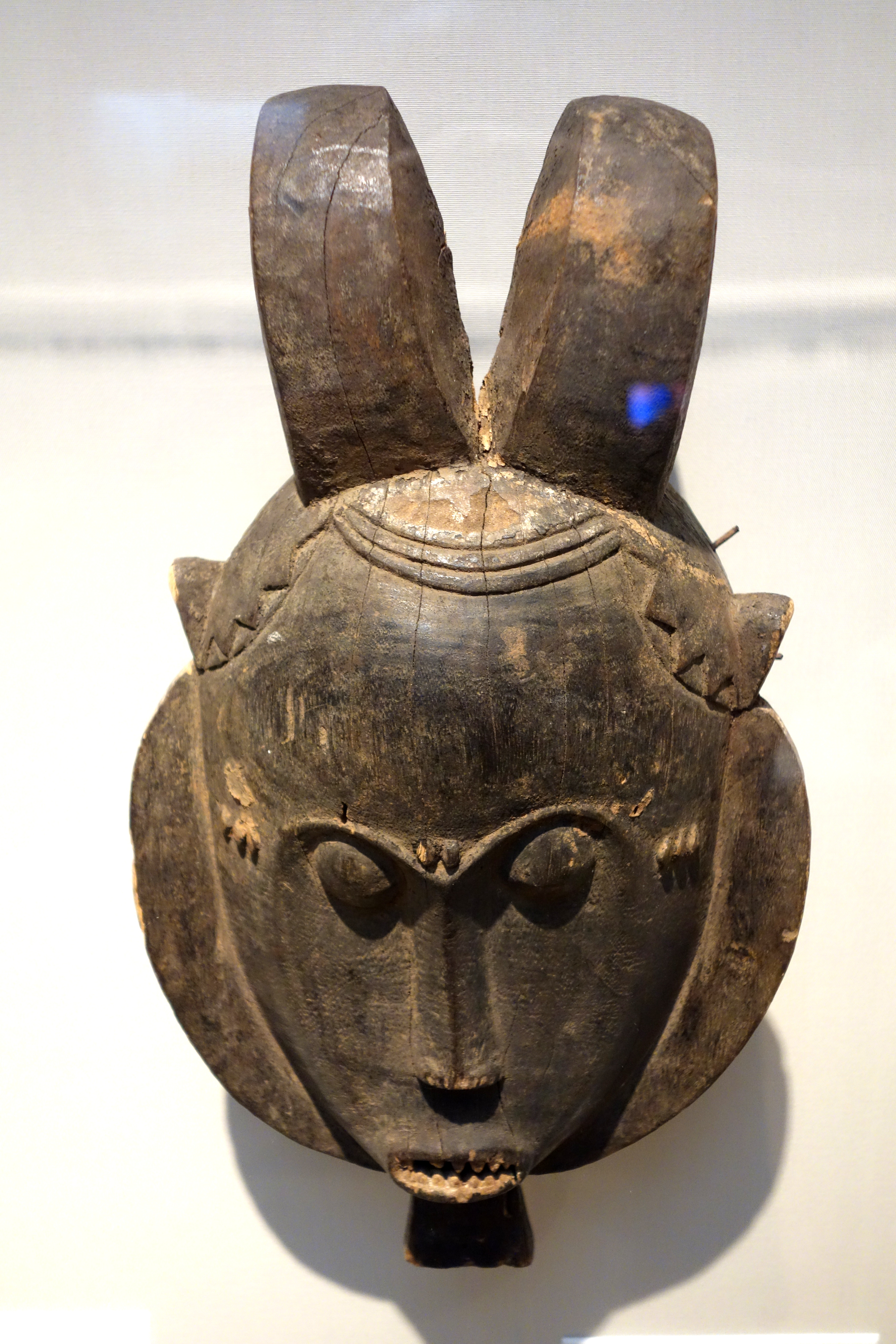
Goli dansmasker

## Zieners
Zieners ofwel komien spelen een belangrijke rol in de religie van de Baule. De ziener zou uitverkoren zijn door natuurgeesten ofwel Asye usu. Hij wordt geacht een belangrijke schakel te vormen tussen de mensen en de geesten die vooral resideren in het oerwoud. In verschillende rituelen zou de ziener geesten oproepen en hen inzetten om vragen te beantwoorden, mensen te genezen en heel veel meer. De komien gebruikt hierbij een aantal instrumenten. Aan het begin van het ritueel trekt hij zich terug in een heiligdom en slaat met een lawle (slagstok) op een bel. Met het geluid van deze gongachtige bel probeert hij de geesten te lokken. De komien verschijnt vervolgens aan de mensen en begint met het publieke deel van het ritueel. Hij gebruikt daarbij kostbare houten beelden. Dit kan een enkel beeld zijn, maar ook twee beelden van een man en een vrouw. Dit voldoet aan het dualistische beeld dat de Baule van de schepping hebben. De geesten zouden zich tijdens het ritueel in de beelden manifesteren. Om de geesten te verleiden zijn de beelden zo mooi mogelijk: prachtige lichamen, geraffineerde kapsels en schitterende juwelen. Voelt de komien dat de aanwezigheid van de geest tijdens het ritueel afneemt, dan kan hij met de lawle en bel de geest terugroepen. Publiek is bij een ritueel belangrijk. Hoe enthousiaster het publiek, hoe enthousiaster de geest zelf. Het is voor de komien dan ook belangrijk van het ritueel een wervelend en meeslepend optreden te maken.

## Muisorakel
Een bijzondere manier om de hulp van geesten of wel Asye usu in te roepen is het muisorakel. Muizen konden volgens de Baule vroeger spreken, maar op een zeker moment hebben ze dit vermogen verloren. De muizen woonden vroeger bij de geesten in het oerwoud, maar zijn vervolgens bij de mensen in de dorpen komen wonen. Muizen tunnelen in de aarde en staan zo heel dicht bij de geesten. Zij zouden verborgen kennis hebben. Een specifieke groep zieners is getraind om de boodschappen van de muizen te achterhalen. Ze gebruiken hiervoor een Gbekre ofwel muisorakel. De Gbekre is een aardewerk pot waarin een houten cilinder zit. Deze houten cilinder bestaat uit twee boven elkaar gelegen compartimenten met een opening tussen beide. De muizen zitten in het onderste compartiment en de opening is aanvankelijk afgesloten. In het bovenste compartiment liggen 10 stokjes. Deze stokjes zijn ingewreven met meel. De muizen hebben voor het orakel gevast en worden tijdens het orakel losgelaten in het bovenste compartiment. Zij likken het meel van de stokjes en verplaatsen daarbij de stokjes. Aan de positie van de stokjes kan de ziener de boodschap van de muizen aflezen en antwoord geven op de vragen van de persoon die hem consulteert.

## Slavernij
Net als andere Akanvolkeren hielden de Baule slaven. De omvang van slavernij in de Baule samenleving was veel kleiner dan bij de Ashanti. De slaven werden tijdens aanvallen op naburige volkeren gevangengenomen of van islamitische slavenhandelaren uit het noorden gekocht. De slaven bewerkten veelal samen met de Baule de velden. Ze werden opgenomen in het huishouden van de eigenaar en gingen uiteindelijk op in de Baule. Slaven deelden in de opbrengst van het land en konden tijdens hun leven bezit verzamelen. Na hun dood verviel dit bezit echter aan de eigenaar of aan de verwantschap (awlo). Voor de Baule was slavernij mogelijk een manier om de eigen aantallen te vergroten en hun positie in het gebied veilig te stellen.